# Herman Verbeek
Herman Alphons Verbeek (ur. 17 maja 1936 w Wassenaar, zm. 1 lutego 2013 tamże) – holenderski duchowny katolicki i polityk, deputowany do Parlamentu Europejskiego II i III kadencji.

## Życiorys
Ukończył szkołę średnią w Groningen, a w 1963 seminarium duchowne. W latach 1965–1968 studiował teologię na Katolickim Uniwersytecie w Nijmegen. Od 1963 pracował jako ksiądz w parafiach diecezji Groningen. Od 1973, po konflikcie z przełożonymi, był niezależnym duchownym. Jednocześnie angażował się w działalność polityczną w ramach partii radykalnej. Od 1974 był jej przewodniczącym na szczeblu prowincji, a w latach 1977–1981 pełnił funkcję przewodniczącego struktur krajowych tego ugrupowania.
W 1984 uzyskał mandat eurodeputowanego II kadencji, który złożył w 1986 w połowie kadencji. Ponownie wybrany do PE w 1989, zasiadał w nim do końca III kadencji w 1994. Pełnił m.in. funkcję wiceprzewodniczącego Podkomisji ds. Rybołówstwa. Od 1989 działał we współtworzonej przez radykałów Zielonej Lewicy, później dołączył do ekologicznej partii De Groenen.